# Megachile luangwae
Megachile luangwae là một loài Hymenoptera trong họ Megachilidae. Loài này được Meade-Waldo mô tả khoa học năm 1913.